# In Hell
In Hell (En el infierno, conocida en España como Salvaje) es una película de acción estrenada en el año 2003 dirigida por el director de cine asiático Ringo Lam y protagonizada por Jean-Claude Van Damme. Contó con un presupuesto estimado de $15 millones de dólares. Ringo Lam y Van Damme ya habían trabajado juntos anteriormente en Replicant (2001) y Maximum Risk (1996).

## Argumento
Kyle LeBlanc (Van Damme) es un estadounidense que trabaja en Rusia. Cuando oye a su esposa ser atacada por teléfono, Kyle corre a casa para encontrar que ya es demasiado tarde. El hombre que mató a su esposa no es encontrado culpable por la falta de pruebas y soborno al juez. Así que Kyle toma la ley en sus propias manos, y mata al hombre para vengar la muerte de su esposa. Él es condenado a cadena perpetua sin posibilidad de libertad condicional. La prisión rusa a la que es enviado es bastante violenta, y el director se divierte organizando violentas peleas mano a mano donde se llena los bolsillos con dinero de apuestas. Kyle comienza a ceder a la presión y a perder la cordura, por lo que se ve obligado a entrar a estas luchas. La muerte de su amigo de prisión, lo hace pensar en que es por lo que está luchando. Con eso, Kyle sabe que ahora debe librar otra batalla: la lucha por la paz interior. Es la única manera que puede convertirse en el hombre que una vez fue.

## Reparto
| Actor                 | Personaje         |
| --------------------- | ----------------- |
| Jean-Claude van Damme | Kyle LeBlanc      |
| Lawrence Taylor       | Interno 451       |
| Marnie Alton          | Grey LeBlanc      |
| Alan Davidson         | Malakai           |
| Billy Rieck           | 'Coolhand'        |
| Jorge Luis Abreu      | Boltun            |
| Lloyd Battista        | General Hruschov  |
| Michael Bailey Smith  | Valya             |
| Robert LaSardo        | Usup              |
| Carlos Gómez          | Teniente Tolik    |
| Chris Moir            | Billy Cooper      |
| Valentin Ganev        | Bolt              |
| Paulo Tocha           | Viktor            |
| Raicho Vasilev        | Andrei            |
| Emanuil Manolov       | Ivan              |
| Valodian Vodenicharov | Dima              |
| Veselin Kalanovski    | Sasha             |
| Atanas Srebrev        | Misha             |
| Asen Blatechki        | Zarik             |
| Juan Fernández        | Shubka            |
| Michail Elenov        | Sergio Kovic      |
| Milos Milicević       | Milos             |
| Yulian Vergov         | Guardia solitario |

## Crítica
Siendo que la carrera de Van Damme no cuenta con la proyección de antaño y ha pasado años sin colocar un éxito taquillero como Timecop o Soldado universal, la cinta recibió críticas mixtas. Varios expertos dijeron: «Van Damme ha pasado por el realismo, mezclado con el desarrollo y trazo del personaje, solo que el resultado es un trabajo con acción poco atractiva y una narrativa forzada [...] esta es una película un poco ambiciosa que comienza prometedora, que luego se inunda por su propia trama, tratando de hacer algo nuevo con un actor de un cliché, pero termina siendo un cliché en sí.» «Tiene algunas buenas escenas de acción, algunos moderadamente impresionantes efectos de violencia y gore, así como un ambiente valiente y sucio que resulta agradable [...] si estás buscando una película de acción trepidante que proporciona un entretenimiento rápido, barato y decente, hay películas peores que esta.»
Otros críticos dijeron: «Sin las inconsistencias en la trama, los clichés de la típica "película de prisión", los trucos evidentes para comunicar un mensaje y la extraña aparición de un fantasma, la película hubiera logrado un mayor nivel de calidad». Le dieron a la película una crítica generalmente favorable, calificándola de «profunda, valiente, conmovedora, e intensa» y destacaron a Van Damme por lo que es «probablemente su mejor actuación hasta la fecha». Aunque otros expertos dijeron: «Es un combo con más de diez años de retraso de El fugitivo, combinada literalmente, con cualquier otra película de prisión hecha antes [...] no tiene la suficiente acción, está presentada de una manera casi irritante por su falta de imaginación».